# Гордон, Патрик (футболист)
Патрик Гордон (англ. Patrick Gordon; 1864 — ?) — шотландский футболист, вингер, выступавший за «Эвертон», «Ливерпуль» и «Блэкберн Роверс» в конце XIX века.
Патрик выступал за «Ливерпуль» в первом для клуба сезоне в рамках турнира Футбольной лиги, который его команда выиграла, не уступив по ходу кампании ни в одном матче. Хотя Гордон начинал вместе с командой и следующий сезон (уже в Первом дивизионе), отыграв в пяти стартовых матчах, позднее он потерял место в составе и уже не смог его вернуть. В дальнейшем он играл за «Блэкберн Роверс» и любительский «Ливерпуль Саут Энд».

## Достижения
- Чемпион Второго дивизиона (1894)